# Astragalus membranaceus
Astragalus propinquus (syn. Astragalus membranaceus) también conocido como huáng qí (simplificado: 黄芪; traditional: 黃芪) o běi qí (北芪), es una especie fanerógama perteneciente a la familia Fabaceae.
Es una de las 50 hierbas fundamentales usadas en la medicina tradicional china. Su nombre en chino significa Líder amarillo .[cita requerida]
Es una planta perenne que no se considera en peligro de extinción.

## Propiedades
A. propinquus es usado en la medicina tradicional china para tratar la diabetes. En la medicina occidental el Astragalus es considerado un tónico para el organismo y tomado como té para la digestión, utilizando la raíz seca de la planta, a menudo en combinación con otras hierbas medicinales. Se utiliza tradicionalmente en mejorar el sistema inmune y para el tratamiento de heridas.
A. propinquus se usa como tónico incrementando el metabolismo y reduciendo la fatiga.
Se usa también para luchar contra el Síndrome Nefrótico, en tratamiento natural.
Astragalus propinquus (también conocido como Astragalus membranaceus) tiene un historial de uso como una medicina a base de hierbas, las empresas y la biotecnología Geron Corporation y AT Terapéutica de Hong Kong han estado trabajando en el activador de la telomerasa se derivan una de ella.
En un reciente comunicado de prensa Geron Corporation y Rita Effros de UCLA examinó la posibilidad de un extracto de hierbas llamado TAT2 (cicloastregenol) que se utilizará para ayudar a luchar contra el VIH, así como las infecciones asociadas con enfermedades crónicas o el envejecimiento.